# داج سیتی (فیلم ۱۹۳۹)
داج سیتی (به انگلیسی: Dodge City) فیلمی ۱۰۴ دقیقه‌ای به کارگردانی مایکل کورتیز با بازی ارول فلاین محصول کشور ایالات متحده آمریکا است.

## خلاصه داستان
یک دامدار تگزاسی شاهد خشونت بی حد و مرزی در شهر «داگ سیتی» بوده و تصمیم می‌گیرد به عنوان کلانتر در شهر مشغول بکار شود…